# 科隆比耶 (沃州)
科隆比耶（法語：Colombier，法語發音：[kɔlɔ̃bje] ⓘ）是瑞士联邦西部法语区的沃州的旧市镇，在行政上属于莫尔日区管辖，总面积为5.27平方公里。截至2010年底，总人口为522。2011年7月1日，该市镇并入埃希尚。

## 历史
2011年7月1日，市镇科隆比耶与埃希尚、莫纳、圣萨福兰合并为新埃希尚市镇。